# Jony Fragnoli
Jonathan "Jony" Fragnoli (sinh ngày 31 tháng 1 năm 1989) là một cầu thủ bóng đá người Thụy Sĩ thi đấu cho Merelinense. Anh cũng mang quốc tịch Bồ Đào Nha.

## Sự nghiệp câu lạc bộ
Anh ra mắt chuyên nghiệp tại Giải bóng đá hạng nhất quốc gia Bồ Đào Nha cho Santa Clara vào ngày 21 tháng 12 năm 2014 trong trận đấu trước Trofense.